# Lista districtelor urbane din Germania

Hartǎ a districtelor urbane din Germania

District urban este, în Germania, un oraș-district (în germană: kreisfreie Stadt) care d.p.d.v. administrativ nu aparține de vreun district rural din vecinătatea lui imediată, având deci el însuși statut propriu de district.

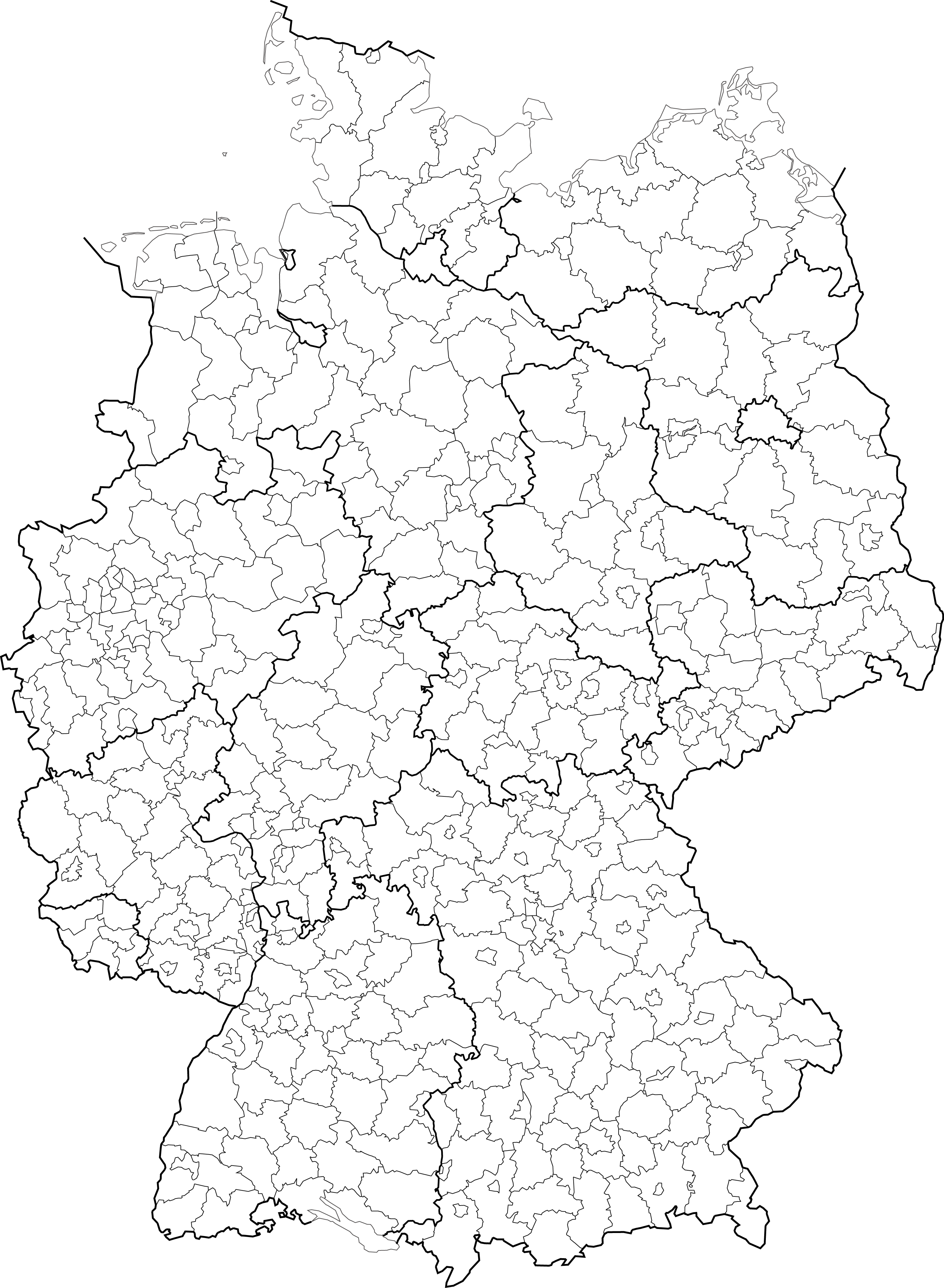
Districtele rurale din Germania

Majoritatea orașelor germane (peste 1.950 din totalul de 2.065 de orașe) nu sunt însă orașe-district, ci țin administrativ de districtul (rural) în care sunt înglobate geografic, v. Lista orașelor din Germania.

## Schema administrativă (reprezentare simplificată)
Interpretare:

Schema structurii unităţilor administrative, din Germania

- Pe treapta administrativă cea mai înaltă se află Bund = Federația germană, Germania
- Pe a doua treaptă de sus se află Bundesländer = landurile Germaniei, grupate în 2 categorii:
  - Flächenländer = 13 landuri „cu suprafață”
  - Stadtstaaten = 3 orașe-stat (Berlin, Brema și Hamburg), deci în total 16 landuri.
- Sub landurile cu suprafață stă scris (Regierungsbezirke) = unele din aceste landuri dispun de o treaptă intermediară de regiuni administrative de tip Regierungsbezirk.
- Landurile cu suprafață, indiferent dacă dispun sau nu de Regierungsbezirke, sunt subîmpărțite în districte rurale (numite Landkreis sau Kreis în funcție de land) și districte urbane, numite kreisfreie Stadt (orașe-district care nu țin de vreun district rural).
- Districtele rurale sunt și ele subîmpărțite și mai fin, în diverse moduri, în funcție de landul în care se află.

După cum se vede subdivizarea administrativă a Germaniei nu este foarte unitară, și asta datorită diversității de tradiții istorice din regiunile țării.

## Lista orașelor cu statut de district urban (oraș-district,kreisfreie Stadt)

### Baden-Württemberg
| - Baden-Baden - Freiburg im Breisgau - Heidelberg | - Heilbronn - Karlsruhe - Mannheim | - Pforzheim - Stuttgart - Ulm |

### Bavaria (Bayern)
| - Amberg - Ansbach - Aschaffenburg - Augsburg - Bamberg - Bayreuth - Coburg - Erlangen - Fürth | - Hof - Ingolstadt - Kaufbeuren - Kempten (Allgäu) - Landshut - Memmingen - München - Nürnberg | - Passau - Regensburg - Rosenheim - Schwabach - Schweinfurt - Straubing - Weiden i.d.OPf. - Würzburg |

### Berlin (oraș-stat)
| - Berlin |

### Brandenburg
| - Brandenburg an der Havel - Cottbus | - Frankfurt (Oder) | - Potsdam |

### Brema (oraș-stat)
| - Brema | - Bremerhaven |  |

### Hamburg (oraș-stat)
| - Hamburg |

### Hessa (Hessen)
| - Darmstadt - Frankfurt pe Main | - Kassel - Offenbach am Main | - Wiesbaden |

### Mecklenburg - Pomerania Inferioară (Mecklenburg-Vorpommern)
| - Greifswald - Neubrandenburg | - Rostock - Schwerin | - Stralsund - Wismar |

### Renania de Nord - Westfalia (Nordrhein-Westfalen)
| - Bielefeld - Bochum - Bonn - Bottrop - Dortmund - Düsseldorf - Duisburg | - Essen - Gelsenkirchen - Hagen - Hamm - Herne - Köln - Krefeld - Leverkusen | - Mönchengladbach - Mülheim an der Ruhr - Münster - Oberhausen - Remscheid - Solingen - Wuppertal |

### Renania-Palatinat (Rheinland-Pfalz)
| - Frankenthal (Pfalz) - Kaiserslautern - Koblenz - Landau in der Pfalz | - Ludwigshafen - Mainz - Neustadt an der Weinstraße - Pirmasens | - Speyer - Trier - Worms - Zweibrücken |

### Saarland
- nu are „orașe district”

### Saxonia (Sachsen)
| - Chemnitz - Dresden | - Leipzig |  |

### Saxonia-Anhalt (Sachsen-Anhalt)
| - Dessau-Roßlau | - Halle (Saale) | - Magdeburg |

### Saxonia Inferioară (Niedersachsen)
| - Braunschweig - Delmenhorst - Emden - Göttingen | - Hannover - Oldenburg (Oldenburg) - Osnabrück | - Salzgitter - Wilhelmshaven - Wolfsburg |

### Schleswig-Holstein
| - Flensburg - Kiel | - Lübeck | - Neumünster |

### Turingia (Thüringen)
| - Eisenach - Erfurt | - Gera - Jena | - Suhl - Weimar |

### Totaluri - Numărul de districte urbane, după land
Baden-Württemberg 9, Bavaria 26, Berlin 1, Brandenburg 4, Brema 2, Hamburg 1, Hessa 5, Mecklenburg - Pomerania Inferioară 6, Renania de Nord - Westfalia 22, Renania-Palatinat 12, Saarland 0, Saxonia 3, Saxonia-Anhalt 12, Saxonia Inferioară 10, Schleswig-Holstein 4, Turingia 6, în total: 111.